# Kayaköy
Kayaköy (grekiska: Λειβίσσι, Livissi) är en spökstad i sydvästra Turkiet, cirka 8 km söder om Fethiye i provinsen Muğla. 
Denna del av nuvarande Turkiet var under antiken en del av den grekiska civilisationen. Från medeltiden och framåt beboddes staden, som då hade det grekiska namnet Livissi, huvudsakligen av kristna greker. Den fungerade som ett handels- och hantverkscentrum för en omkringliggande landsbygd med till stor del muslimsk befolkning.
I början av 1920-talet hade staden cirka 10 000 invånare. Under det grek-turkiska kriget 1919--1922 flydde en stor del av den grekiska befolkningen. Som ett tillägg till Lausannefördraget 1923 träffade Grekland och Turkiet en överenskommelse om utväxling av stora befolkningsgrupper. Mer än 1 miljon kristna tvingades flytta från Turkiet och en halv miljon muslimer tvångsförflyttades från Grekland till Turkiet. Livissi tömdes på cirka 6 500 kristna invånare, både greker och turkar. En del muslimer som flyttats från Grekland bosatte sig i och omkring den övergivna staden som fått det nya turkiska namnet Kayaköy. De flesta flyttade snart vidare och staden övergavs på nytt. År 1957 drabbades området av en förödande jordbävning. Större delen av staden förstördes och har inte byggts upp igen.
Idag är ruinstaden ett museum. 
Delar av filmen "The Water Diviner", regi Russel Crowe, är inspelad i staden.